# Gran incendio de Hamburgo
El gran incendio de Hamburgo (en alemán: Hamburger Brand; pronunciado /ˈhambʊrɡɐ ˈbrant/) fue un gran incendio urbano entre el 5 y el 8 de mayo de 1842 que consumió el casco antiguo de la ciudad de Hamburgo. Los habitantes contemporáneos lo describieron como «probablemente el mayor en el norte de nuestra parte del mundo después del de Moscú». El fuego inició en una fábrica de cigarrillos situada en el número 42 de Deichstrasse. Su rápida expansión se debió a la época de sequías y al fuerte viento cambiante.El incendio duró hasta la mañana del 8 de mayo, destruyendo aproximadamente un tercio de los edificios en el Altstadt, viéndose afectadas más de 100 bodegas, dos sinagogas, sesenta escuelas y edificios públicos, entre los que se hallaban el Ayuntamiento y el Banco de Hamburgo. Además  algunos inmuebles fueron derribados por orden de las autoridades para que sirvieran de cortafuegos.

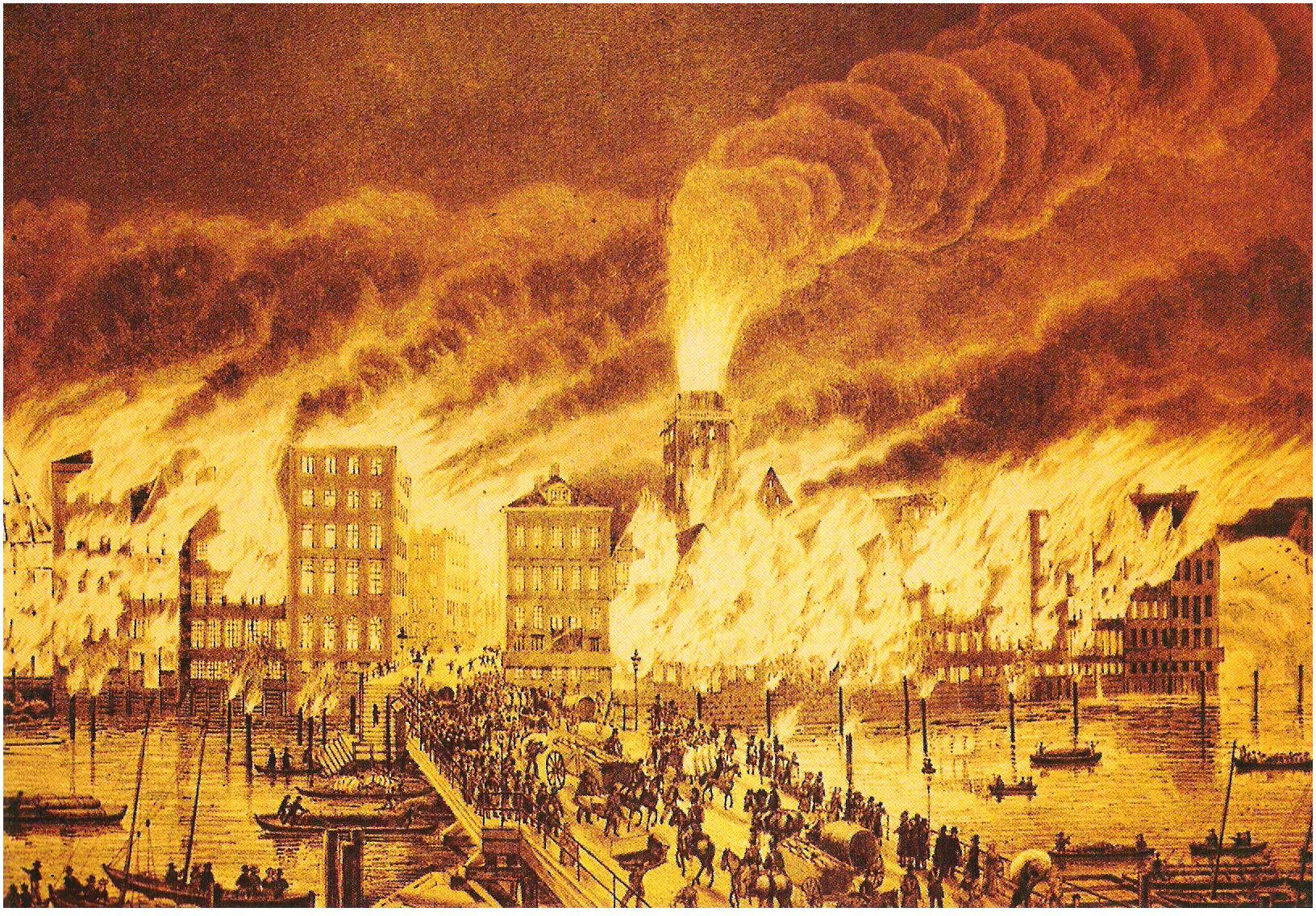
El Gran Incendio (1842), pintura de Peter Suhr.

## Desarrollo
El incendio inició el 5 de mayo de 1842 alrededor de la una de la madrugada en la calle Stein Twite, o en la tabaquería de Eduard Cohen en el número 42 o número 44 de la Deichstraße, según otras fuentes. La causa exacta del incendio aún no está clara. El distrito en el que se produjo el incendio se componía enteramente de viviendas de madera, principalmente de cinco y seis pisos de altura, y que cubrían una superficie de terreno de entre treinta y cuarenta acres. Los vigilantes nocturnos advirtieron el fuego rápidamente, pero los bomberos que acudieron al lugar no pudieron apagarlo ni evitar que se extendiera a otras casas. Rápidamente se propagó  debido a la sequía previa y a los vientos persistentes. En ocasiones, el incendio incluso amenazó con extenderse a la orilla oriental, pero los focos de fuego más pequeños que surgieron allí fueron sofocados a tiempo. El incendio se extendió principalmente hacia el norte y el oeste.

## Consecuencias
Hubo 51 víctimas mortales y 1700 edificios destruidos, unas 20.000 personas se quedaron sin hogar y las pérdidas económicas se cifraron en unos 100 millones de marcos.